# حمید حسین‌بیگ عراقی
حمید حسین‌بیگ عراقی یکی از کشته شدگان اعتراضات به نتایج انتخابات ۱۳۸۸ است که در درگیری‌های ۳۰ خرداد در نزدیکی میدان آزادی به علت اصابت گلوله به سینه به قتل رسید. به گفته پدر حسین‌بیگ گلوله شلیک شده از اسلحه کلاشینکف بوده و از فاصله کمتر از ۱۵ متر شلیک شده‌است.

## ادعای بسیجی بودن
خبرگزاری فارس و در ادامه روزنامه کیهان در مصاحبه‌ای که با مادر حمید انجام داده بودند او را بسیجی دانستند و خواستار محاکمه میرحسین موسوی و مهدی کروبی شدند.
اما مادر حمید در مصاحبه‌ای دیگر اعلام نمود که فرزندش بسیجی نبوده است.